# Richard Tellström
Lén Richard Tellström, född 30 augusti 1960 i Sollefteå församling, är en svensk etnolog, måltidsforskare och historisk researcher inom film och TV. Han arbetar som föreläsare om mattrender, matkultur och människors matideal, samt som redaktör och researcher för historiska TV-serier. Han är också lärare i etnologi vid Stockholms universitet och expert i Sveriges lantbruksuniversitets framtidsmatsprojekt Future Food.

## Biografi

### Bakgrund
Tellström disputerade 2006 i måltidskunskap vid Örebro universitet, och är docent i måltidskunskap.

### Fokusområde
Tellström undersöker varför människan äter det hon gör, varför hon väljer bort ätbara livsmedel och i onödan begränsar sig till vissa men också varför hon tillagar livsmedlen till maträtter och serverar dem i måltider. I detta sammanhang har han belyst hur människan förhåller sig till uttråkning och behovet av nyheter i smaksättningar, tillagningar och råvarukombinationer.
Tellström har i flera texter och föredrag diskuterat matens och måltidens trender som tydliga exempel på att matens funktion för människan kan förstås som en berättelse om hennes ställningstaganden och uttryck för allas vår idévärld, och att matkulturen därför aldrig kan bli färdig och slutgiltig utan är i ständig förändring. Han har också skrivit om måltiderna som en väsentlig del i människans kulturella evolution.
År 2016 var han med att ta fram frimärksserien "gränsöverskridande svensk matkultur" för Postnord.

### TV- och radiomedverkan
Tellström arbetar för TV och film som historisk och etnologisk researcher inom det kulturhistoriska området, tidsanda och idéernas betydelse för samhällets utveckling.
År 2010 medverkade han som matkulturexpert i Sveriges Televisions infotainmentserie Landet Brunsås och i omgång två 2011 av samma serie. 2012–2016 var han historieredaktör och mathistorisk expert i Sveriges Televisions infotainmentserie Historieätarnas tredje säsong. Serien vann TV-priset Kristallen 2013 i kategorin Årets livsstilsprogram. 2015 var han historieredaktör för Sveriges Televisions julkalender Tusen år till julafton 2017 var han historisk redaktör för TV-serien Bye bye Sverige och 2018 för serien Bandet och jag.
Inom filmmediet har han medverkat som historisk researcher och kulturhistorisk rådgivare för filmer som Den allvarsamma leken (2016), Sameblod (2017) och Unga Astrid (2018).
Den 4 juli 2017 var han sommarpratare i Sveriges Radio. Den 26 december 2022 var han vintervärd i Sveriges Radios program "Vinter i P1".

## Utmärkelser
- 2007 Skåneländska Gastronomiska Akademiens stipendium ”Anders Salomonssons minnesstipendium 2007” med motiveringen ”för sin unika förmåga att kombinera akademiskt djup med praktisk utveckling av måltidsbranschen.”
- 2009 Erik Ljungbergsfondens pedagogiska pris vid Restaurang- och hotellhögskolan, Örebro universitet.
- 2009 Stora potatispriset av Potatisakademien i Alingsås och Hushållningssällskapet.[12] Motiveringen till priset var "för sitt arbete med att sätta ord på hur potatis smakar, potatisens smakord, samt för spridandet av dessa kunskaper".
- 2013 Gastronomiska akademiens Silvermedalj "för utomordentliga insatser för svensk matkultur".[13]
- 2015 Erik Ljungbergsfondens pedagogiska pris vid Restaurang- och hotellhögskolan, Örebro universitet.[14]
- 2015 Kungliga Gustav Adolfs akademiens för svensk folkkultur pris för "ett idérikt måltidsetnologiskt författarskap med fokus på hur mat och måltider använts som uttryck för lokal, regional och nationell identitet".
- 2018 Hedersledamot av Västmanlands-Dala nation i Uppsala.
- 2018 Årets bästa måltidslitteratur, kategorin Historisk måltidslitteratur, för boken "Från krog till krog; Svenskt uteätande under 700 år".